# Nis Albrecht Johannsen der Ältere
Nis Albrecht Johannsen der Ältere (* 11. März 1855, in Klockries; † 7. Februar 1935, in Flensburg) war ein nordfriesischer Dichter.

## Leben
Johannsen war der Sohn des Schneiders Momme Johannsen (1790–1866) und dessen Frau Sösche,  geb. Carstensen (1819–1895). Nach der Volksschule in Klockries und der Nebenschule in Trollebüll besuchte er von 1876 bis 1879 das Lehrerseminar in Tondern. Anschließend war er Lehrer in Westerschnatebüll und Klixbüll sowie ab 1885 in Deezbüll, wo er zusätzlich auch Küster war.
1904 ließ sich Johannsen aus gesundheitlichen Gründen pensionieren und zog nach Flensburg. Hier schrieb er zahlreiche Gedichte, Erzählungen und weitere Schriften in nordfriesischer Sprache im Bökingharder Dialekt sowie kulturhistorische Artikel in hochdeutscher Sprache. Den Erhalt der friesischen Sprache sah Johannsen als seine wichtigste Aufgabe an.
Sein Nachlass und der seines Sohnes werden heute vom Nordfriisk Instituut verwaltet.

## Werke
- Üt Mjarsch en Maure. Friesische Erzählungen und Gedichte. C. F. Delff, Husum 1930.